# Anosia pittakus
Anosia pittakus är en fjärilsart som beskrevs av Hans Fruhstorfer 1907. Anosia pittakus ingår i släktet Anosia och familjen praktfjärilar. Inga underarter finns listade i Catalogue of Life.